# 1129
1129 (MCXXIX) var ett normalår som började en tisdag i den julianska kalendern.

## Händelser

### Okänt datum
- Martyren Botvids kvarlevor förs från Salem till en träkyrka vid hans fädernegård Hammarby (senare Botkyrka kyrka).

## Födda
- Henrik Lejonet av Sachsen.
- Knut Magnusson, kung av Danmark 1146–1157 (född omkring detta år).
- Elisabeth av Schönau, tyskt helgon.

## Avlidna
- 24 juli – Shirakawa, kejsare av Japan.